# Donald McEachin
Aston Donald McEachin (Norimberga, 10 ottobre 1961 – Richmond, 28 novembre 2022) è stato un politico statunitense, membro della Camera dei Rappresentanti per lo stato della Virginia dal 2017 al 2022.

## Biografia
Nato a Norimberga, McEachin si laureò in legge all'Università della Virginia e intraprese la professione di avvocato presso uno studio legale privato.
Entrato in politica con il Partito Democratico, nel 1995 ottenne un seggio all'interno della Camera dei delegati della Virginia, la camera bassa della legislatura statale della Virginia, dove rimase per tre mandati. Nel 2001 lasciò il seggio per candidarsi infruttuosamente alla carica di Procuratore Generale della Virginia. Nel 2005 tornò a candidarsi per il suo vecchio seggio all'interno della legislatura statale e riuscì a farsi eleggere. Due anni dopo si presentò alle elezioni per la camera alta, il Senato statale della Virginia, riuscendo a sconfiggere il collega uscente.
Nel 2016 il deputato repubblicano Randy Forbes non chiese la rielezione nella circoscrizione che aveva rappresentato fino ad allora, poiché in seguito ad una ridefinizione dei distretti congressuali comprendeva ora un elettorato molto più favorevole ai democratici. McEachin si candidò per il seggio e vinse, venendo così eletto deputato.
Donald McEachin si configurava come un democratico progressista.

## Vita privata
Sposato con Colette Wallace che nel 2019 è diventata procuratore ad interim del Commonwealth per Richmond (avendo lavorato in quell'ufficio per 20 anni). Il suo mandato è scaduto nel 2021. Aveva tre figli e viveva a Richmond. 
Il 25 agosto 2015, il nome di McEachin è stato trovato nell'elenco degli utenti del sito Web di Ashley Madison. La sua risposta è stata: "In questo momento, questo è un problema personale tra me e la mia famiglia. Non avrò ulteriori dichiarazioni su questo problema".
Nel 2018, McEachin ha rivelato di aver sviluppato una fistola dopo aver completato il trattamento per il cancro del retto nel 2014, perdendo di conseguenza numerosi chili.
McEachin è deceduto il 28 novembre 2022 a causa dell'insorgere di complicanze dovute al cancro del colon-retto, che lo ha colpito fin dal 2014.